# Welcome to Loserville
Welcome to Loserville è il primo e unico album in studio del gruppo musicale Son of Dork, pubblicato nel 2005 dall'etichetta discografica Mercury Records.

## Tracce
1. Ticket Outta Loserville
2. Eddie's Song
3. Little Things
4. Party's Over
5. Boy Band
6. Sick
7. Slacker
8. Holly I'm The One
9. Wear me Down
10. Murdered in the Mosh

## Formazione
- James Bourne - voce, chitarra
- David Williams - chitarra, voce
- Steve Rushton - basso, voce
- Danny Hall - batteria
- Chril Leonard - chitarra ritimica